# Sinouhé l'Égyptien
Sinouhé l'Égyptien (en finnois : Sinuhe egyptiläinen) est un roman finlandais de Mika Waltari paru pour la première fois en 1945 et traduit en français en 1947.

## Résumé
Dans l'Égypte antique, Sinouhé, âgé, exilé par le pharaon Horemheb qui était son ami, écrit le résumé de sa vie.
Fils de médecin, il est recueilli par ses parents adoptifs alors que, nouveau-né, il dérivait dans une petite barque de roseaux sur le Nil. Devenu médecin, il officie dans un quartier pauvre de la ville. Bien que de condition modeste, il aide un médecin royal, réputé, à trépaner le pharaon Amenhotep III lors de son agonie : la coutume voudrait qu'un pharaon meurt de cette opération plutôt que d'agoniser (liberté littéraire sans fondement historique).
Il se retrouve alors par hasard à devoir veiller sur le prochain pharaon, Akhenaton, qui a une crise (probablement) d'épilepsie. Il rencontre à cette occasion Horemheb, futur général et pharaon, ce dernier étant alors un jeune homme d'origine modeste, ambitieux, qui vient d'arriver à la capitale, Thèbes et qui cherche à devenir soldat.
Par amour pour NeferNeferNefer, une courtisane sans scrupule, Sinouhé vend tous ses biens et cause indirectement le suicide de ses parents (ruinés et surendettés par sa faute). Honteux de ses mauvais actes, Sinouhé s'enfuit d'Égypte avec son esclave Kaptah et se réfugie pendant deux années à Simyra en Syrie. Il y retrouve son ami Horemheb qui lui confie une mission de la plus haute importance : parcourir le Moyen-Orient pour recueillir discrètement des renseignements sur les forces armées des ennemis de l'Égypte.
Il voyage alors dans de nombreux pays, dont Babylone, chez les sanguinaires Hittites et en Crète. Il se lie d'amitié avec un prince syrien. Puis avec le roi de Babylone, qu'il guérit de douleurs dentaires violentes avec l'aide du dentiste royal. En Crète, il épouse une Crétoise : Minea. Celle-ci est offerte en sacrifice. Sinouhé pénètre dans le labyrinthe et il découvre que la mort du Minotaure est tenue secrète : celui-ci protège la Crète.
Il devient un médecin exceptionnel et renommé.
De retour en Égypte, il retrouve Horemheb devenu général. Il fait également partie de la cour d'Akhenaton, dont Néfertiti est la grande épouse royale. Ce pharaon divergent rejette les divinités traditionnelles égyptiennes, dont le dieu le plus important à l'époque : Amon. Il impose le culte d'Aton, dieu unique et tente de faire adhérer l'Égypte à ce tout premier monothéisme, qui fait référence à un dieu solaire. Il prône notamment la paix, davantage d'égalité entre les hommes et de nouveaux principes dans les arts.
Sinouhé affranchit son esclave Kaptah, qui devient un homme extrêmement riche. Il découvre qu'Akhenaton n'est probablement pas le fils biologique du précédent pharaon, Amenhotep III. Et que lui-même est le pharaon légitime (fils aîné d'Amenhotep III et d'une princesse de Mittani), écarté du pouvoir à sa naissance (d'où l'explication de sa découverte, par ses parents adoptifs, dans une petite barque dérivant sur le Nil). Il ne tente pas de prendre le pouvoir et n'en parle à personne.
Akhenaton devient impopulaire. Sa politique affaiblit l'Égypte :
- les prêtres d'Amon lui sont hostiles, entraînant avec eux une bonne partie de la population ;
- il prône l'égalité entre les hommes, s'attirant donc l'hostilité de beaucoup de gens influents et riches ;
- il est vu comme étrange et peu prestigieux : c'est notamment le premier pharaon à faire l'objet d'une tentative d'assassinat en public ;
- il déplace la capitale dans une ville nouvelle, Akhetaton (site d'Amarna) projet ruineux, laissant sceptiques les Égyptiens ;
- une famine évitable a lieu ;
- l'Égypte subit plusieurs revers militaires, n'aide plus ses alliés et risque d'être envahie par les Hittites ; Horemheb devient le général en chef et sauve l'Égypte.

Horemheb et le grand-prêtre Aÿ agissent. En présence de Sinouhé, Aÿ lui demande d'abdiquer. Horemheb lui demande d'abandonner le culte d'Aton, seule condition pour rétablir l'ordre. Akhenaton refuse et se suicide au moyen d'un poison fourni par Sinouhé.
Sinouhé a une liaison avec Merit, une serveuse d'un bar appartenant à Kaptah. Ils ont un enfant. Sinouhé apprend qu'il est son fils seulement après que celui-ci eut été lynché par des partisans d'Amon.
Le nouveau pharaon, le jeune Toutânkhaton, rétablit le culte d'Amon et prend le nom de Toutânkhamon. Aÿ puis Horemheb lui succèdent comme pharaons. Sinouhé se voit confier une mission : il assassine par le poison un prince hittite qui devait épouser la sœur d'Akhenaton pour prendre le pouvoir.
Il continue à partager les idéaux d'Akhenaton : l'égalité entre les hommes. Il en discute régulièrement avec plusieurs personnes. Horemheb l'apprend et le bannit : il est condamné à terminer sa vie exilé dans un domaine confortable où il est le seul prisonnier. Tout écrit de sa part doit être détruit après sa mort. Il laisse le récit qui forme le roman proposé au lecteur.

## Trame historique
Ce roman s'appuie sur des éléments historiques. Le personnage fictif du médecin Sinouhé reprend certains traits du protagoniste de même nom d'un conte égyptien qui fuit l'Égypte et voyage, même si son histoire est bien antérieure au règne d'Akhenaton. En effet le conte, dont la base historique est débattue, fait vivre Sinouhé sous le règne d'Amenemhat Ier et de son successeur Sésostris Ier, pharaons de la XIIe dynastie.
Le travail minutieux de recherche de Mika Waltari sur cette période a été salué par les égyptologues. La pertinence historique de ce roman n'est sans doute pas un objectif de l'auteur. Elle découle des connaissances des égyptologues de l'époque de sa parution, qui ont bénéficié de sérieuses révisions dans certains domaines. Ainsi, par exemple, l'image que donne ce livre de la société égyptienne esclavagiste a été remise en cause ces dernières années.
Mika Waltari a popularisé l'affirmation que la trépanation était pratiquée de manière fréquente en Égypte ancienne, ce qui, en dépit de quelques cas, est historiquement faux.
Mika Waltari produit un roman qui n'est pas une analyse historique de l'Égypte ancienne et dont les données historiques sont celles de 1945.

## Adaptation
- 1954 : L'Égyptien (The Egyptian), film américain réalisé par Michael Curtiz, d'après le roman Sinouhé l'Égyptien de Mika Waltari, avec Edmund Purdom (Sinouhé), Jean Simmons (Merit), Victor Mature (Horemheb), Gene Tierney (Baketamon), Michael Wilding (Akhenaton), Bella Darvi (Néfernéfernéfer) et Peter Ustinov (Kaptah).
- 2023 : roman d'aventure et d'espionnage : Christian Jacq, La mission secrète de Sinouhé l'égyptien, Pocket, septembre 2023, 392 p. (ISBN 978-2-266-33311-5).